# Val Sinestra

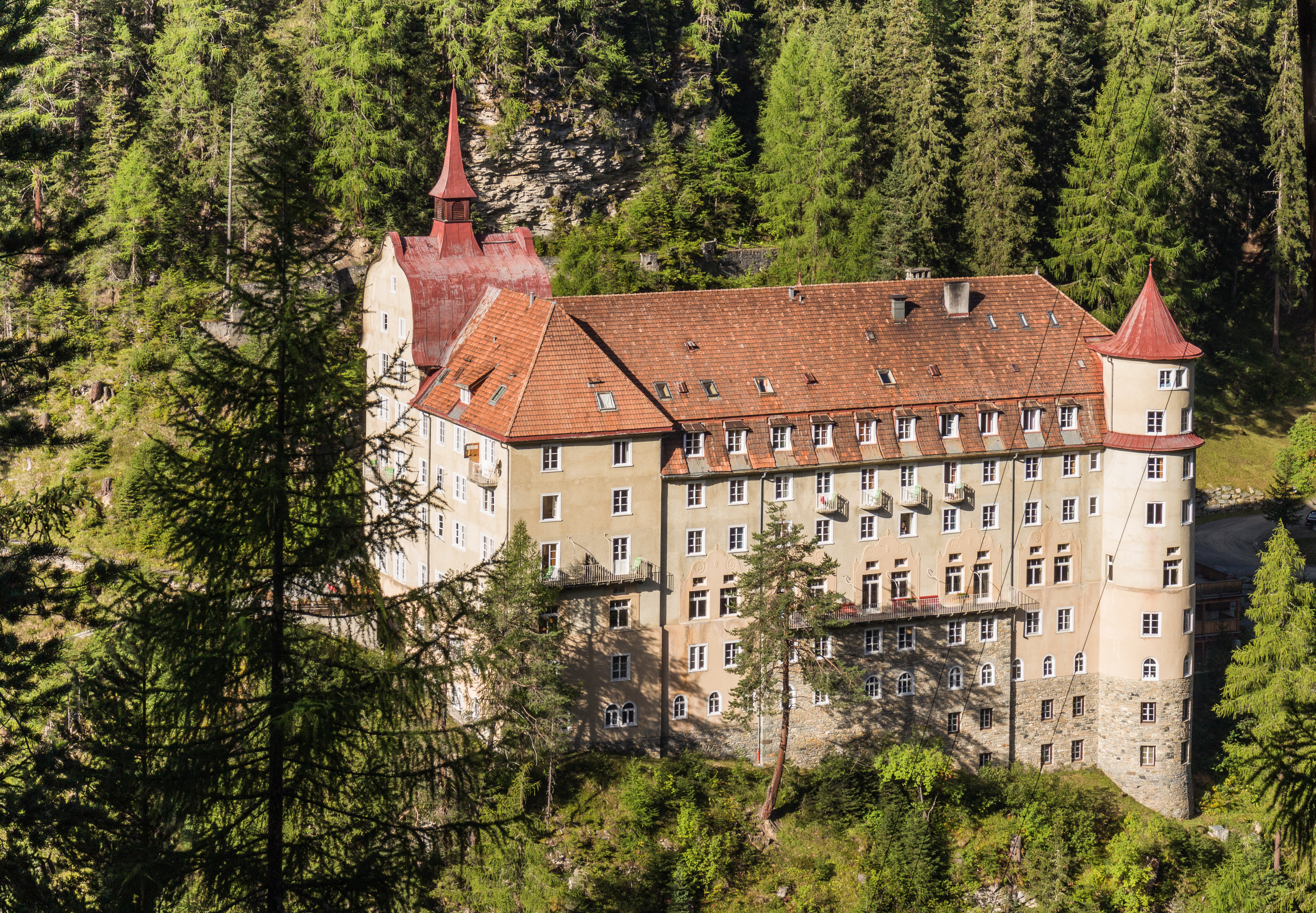
Val Sinestra

Val Sinestra (1474 m) is een hotel in het Unterengadin in Graubünden, Zwitserland. Tot 1972 diende het nog als kuuroord.
Val Sinestra werd in het begin van de 20e eeuw gebouwd tegen een bergwand in het dal eveneens Val Sinestra genaamd. In de periode 1902-1904 werd een klein Berghaus gebouwd, zes jaar later begon men aan de bouw van het grotere Kurhaus en huidige hotel. In 1912 was het gereed. Enkele jaren daarna werd het bezocht door Willem Mengelberg die vandaar uit het gehucht Zuort ontdekte en daar de Chasa Mengelberg liet bouwen.
Tot 1972 diende Val Sinestra voornamelijk als kuuroord voor de gegoede burgerij. De jaren daarna was het pand onbewoond en ongebruikt. In 1978 kocht de Nederlander Peter Kruit Val Sinestra en vormde het kuuroord om tot hotel en is tot op heden nog altijd een populaire vakantiebestemming. Vooral Nederlandse wandelaars, natuurliefhebbers en (winter-)sporters logeren er in de zomer- en wintermaanden. Enkele weken per jaar is het hotel speciaal ingericht voor jongeren, met enkele avonden in de week een optreden van (Nederlandse) dj's. De capaciteit van het hotel bedraagt ongeveer 140 slaapplaatsen. In het kleinere knusse Berghaus is plaats voor ongeveer 30 gasten.

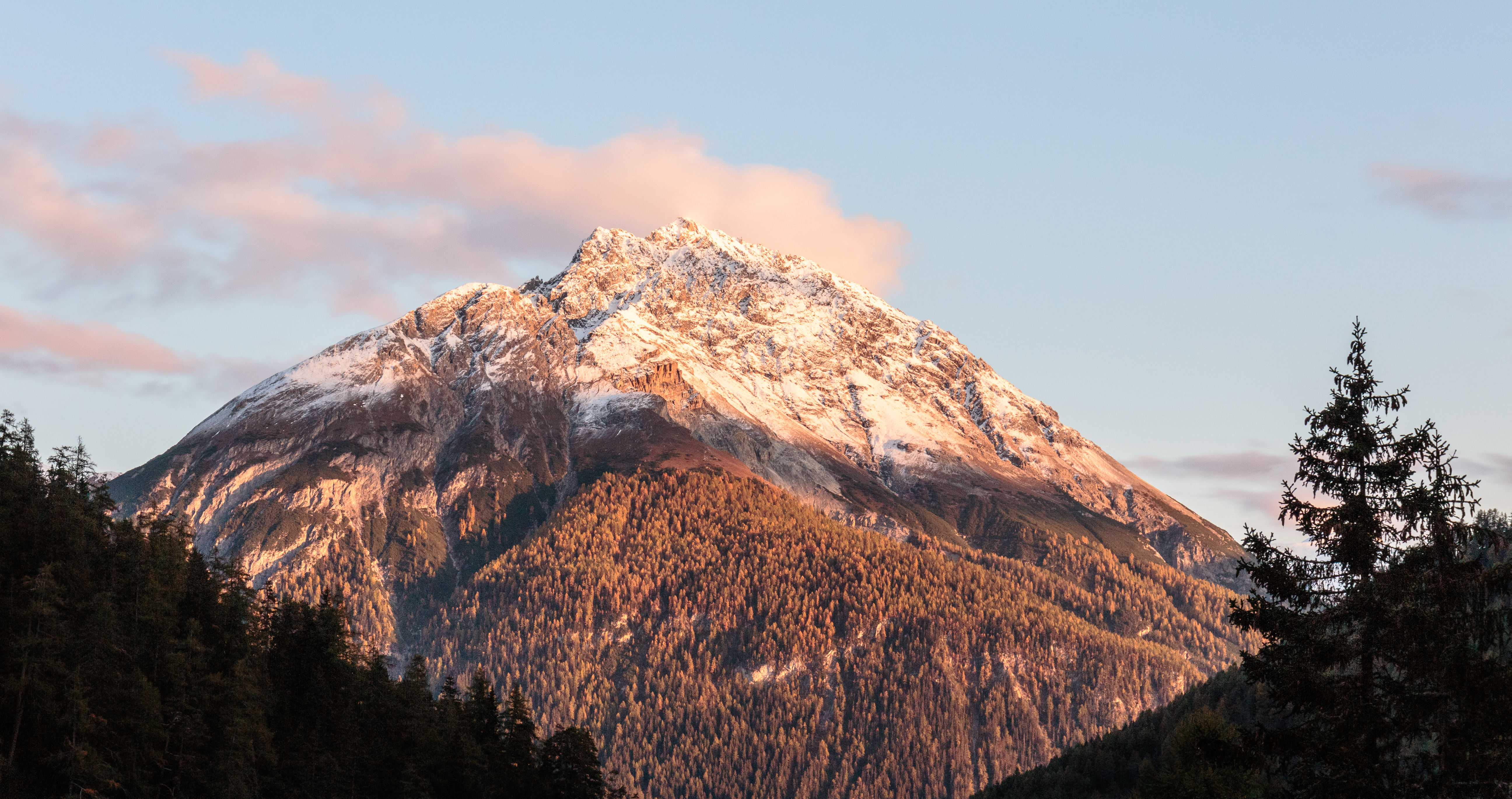
Uitzicht vanuit hotel Val Sinestra.

In 2022 was dit hotel het decor van de Nederlandse kerstfilm Hotel Sinestra. In 2025 was het hotel te zien in het televisieprogramma Winter Vol Liefde.

## Fotogalerij van de Punts penduossas Sinestra – Zuort

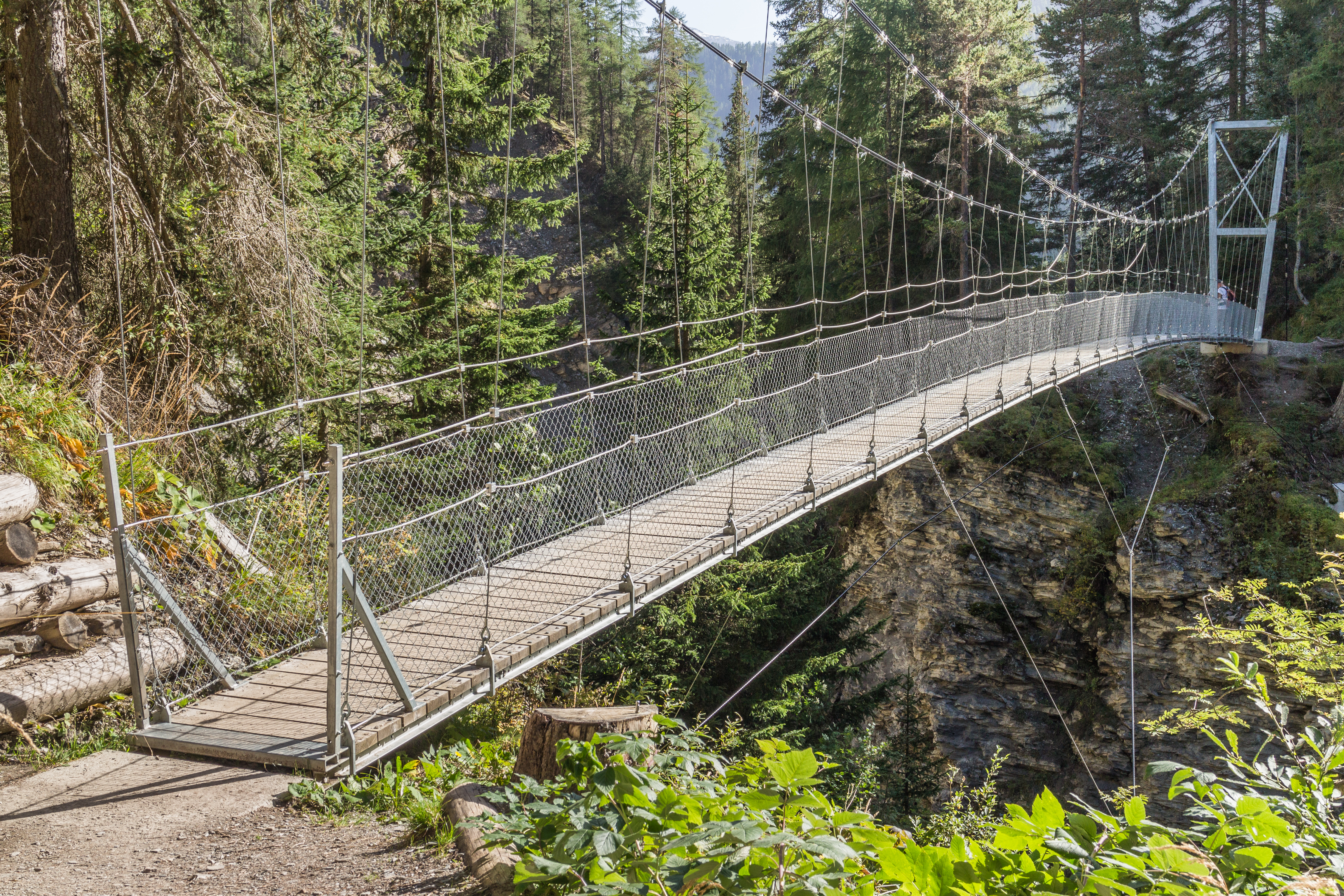
Hangbrug.
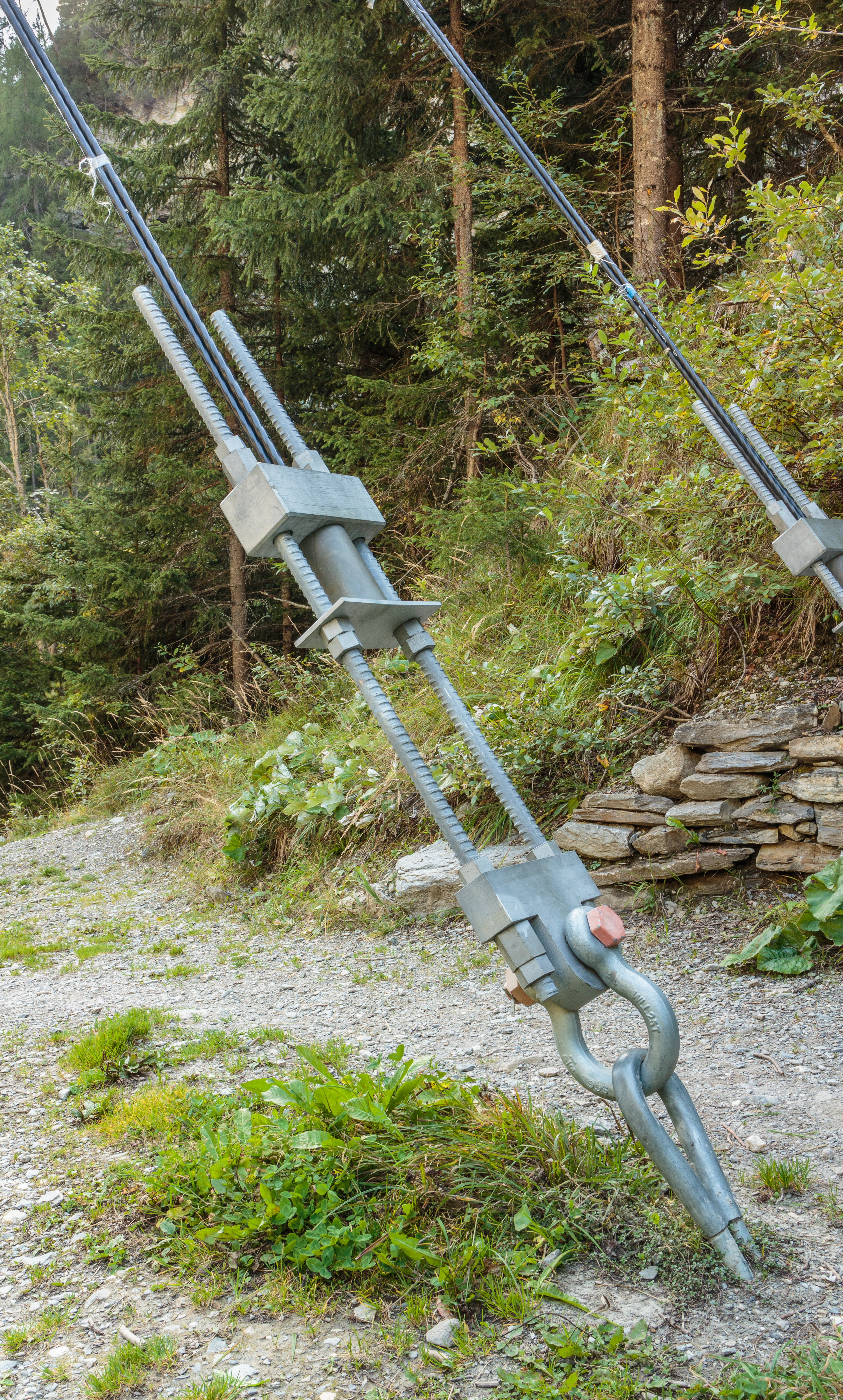
Bevestigingsonderdeel van de hangbrug.
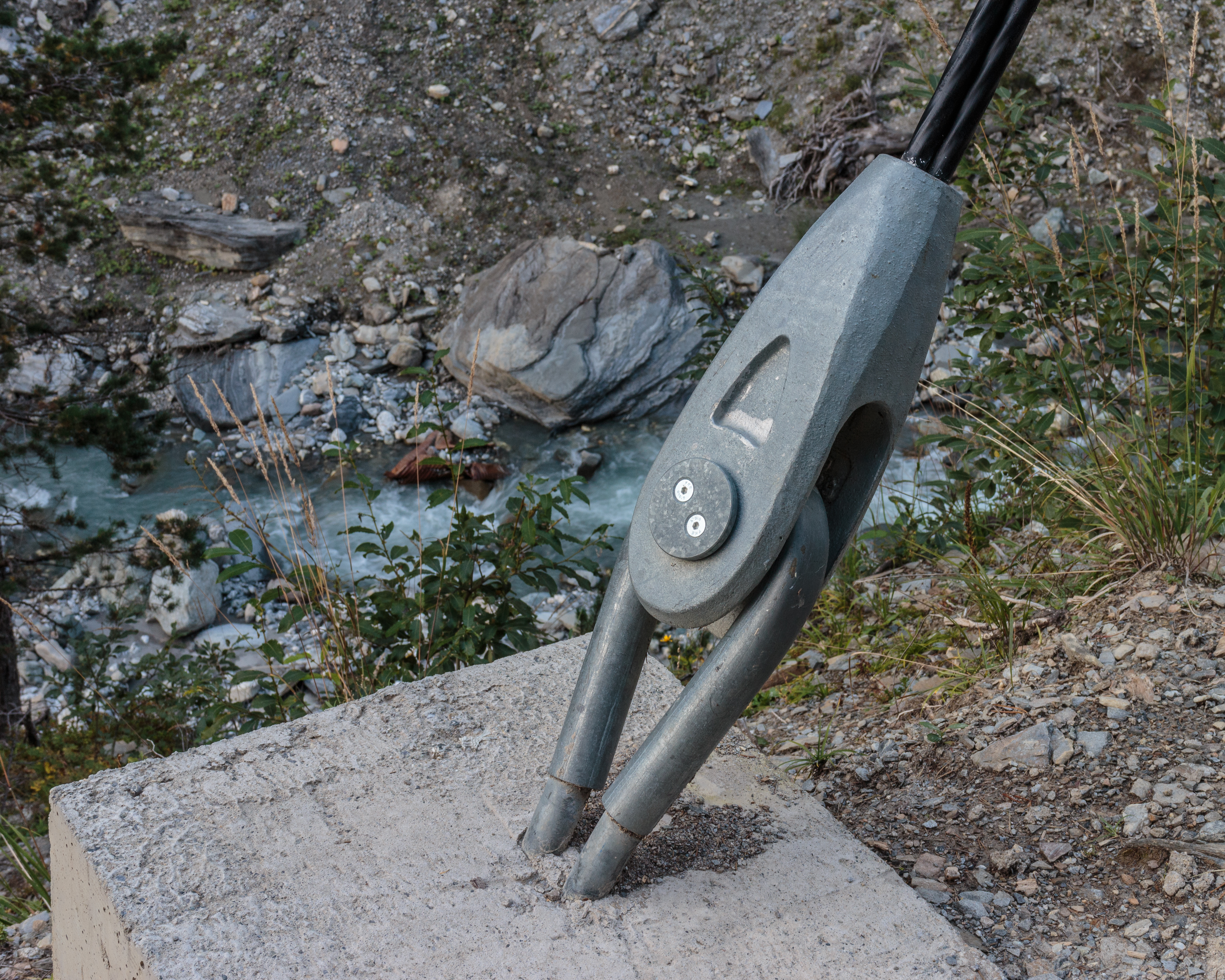
Bevestigingsonderdeel van de hangbrug.
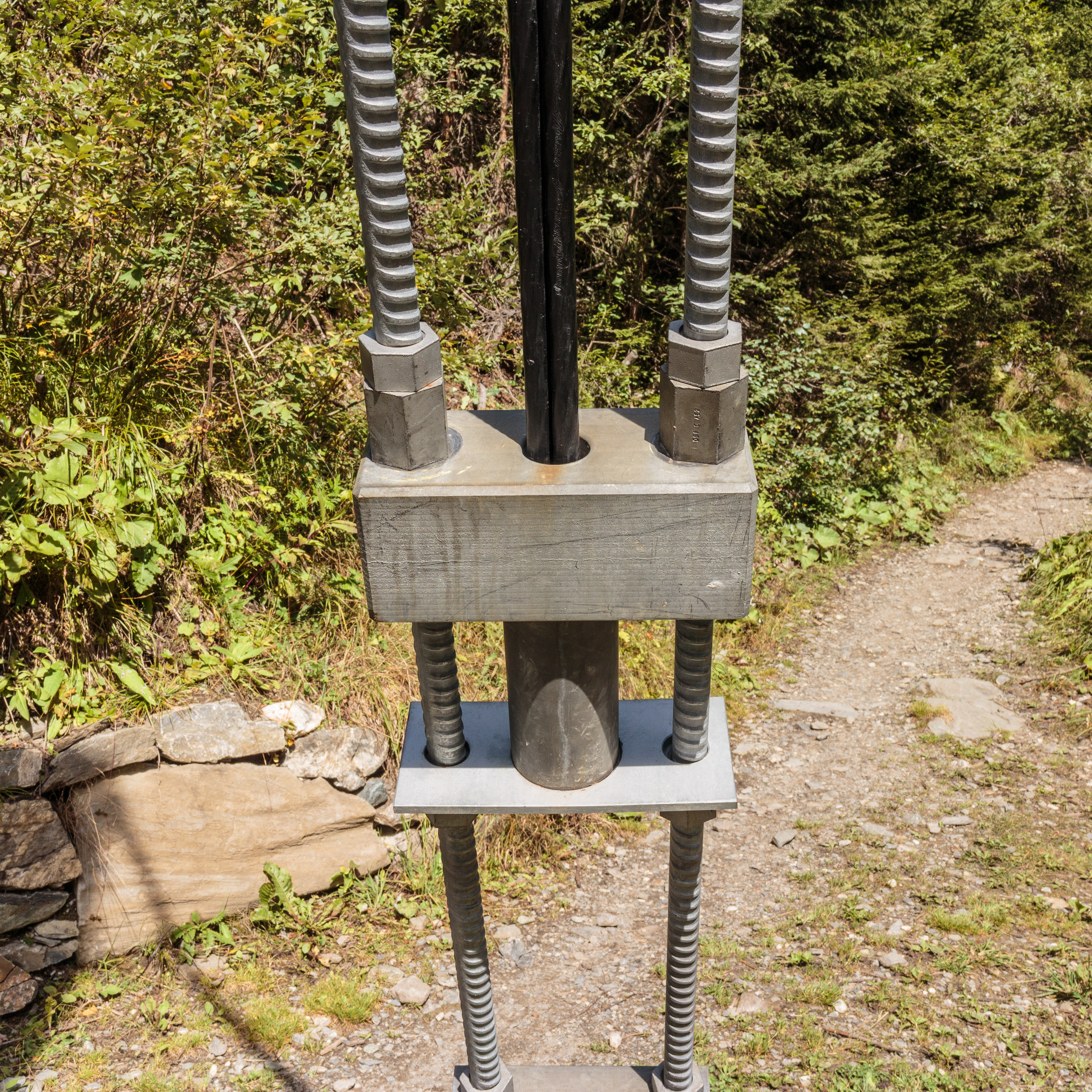
Bevestigingsonderdeel van de hangbrug.
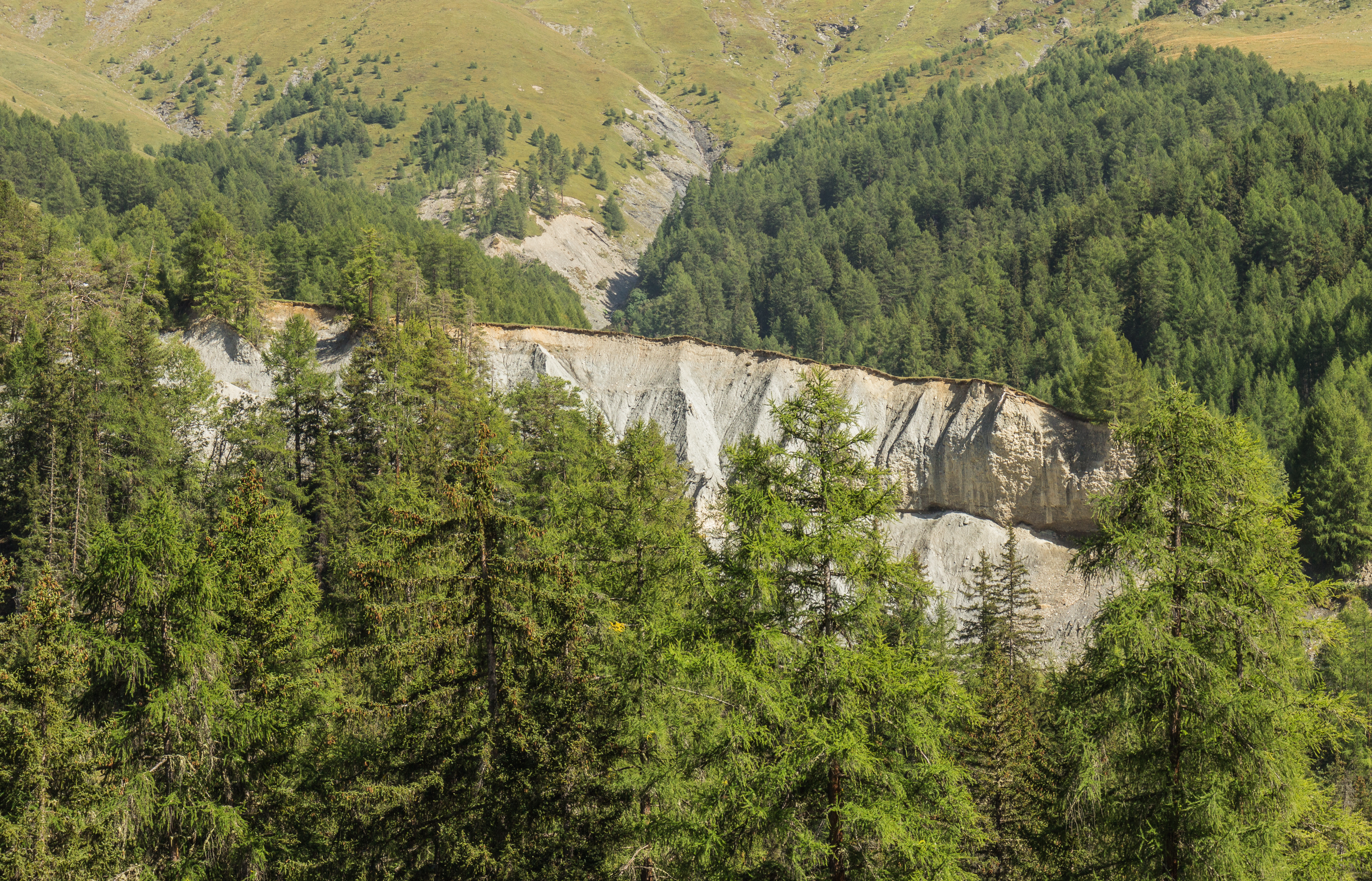
Piramiden van Zuort
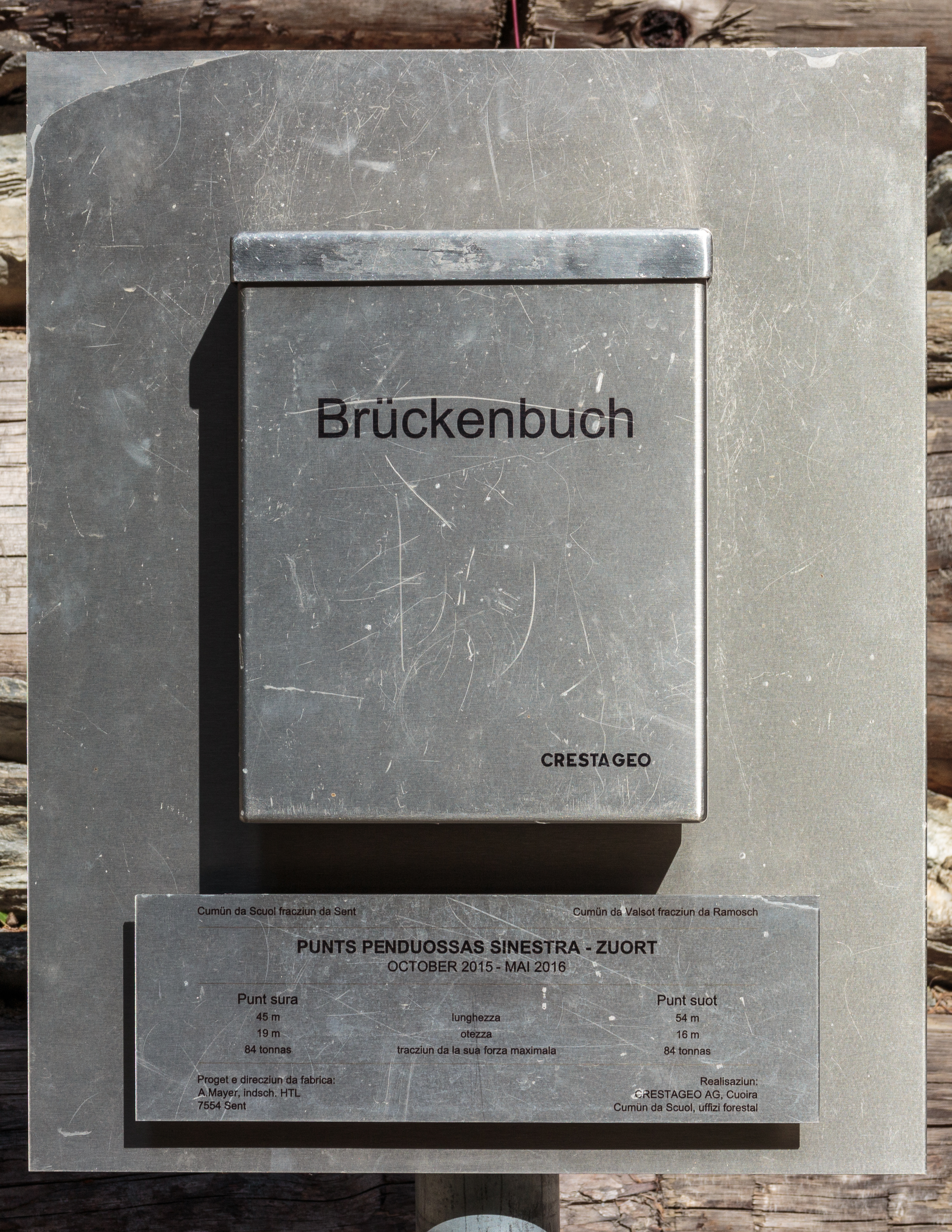
Informatie over de hangbrug.
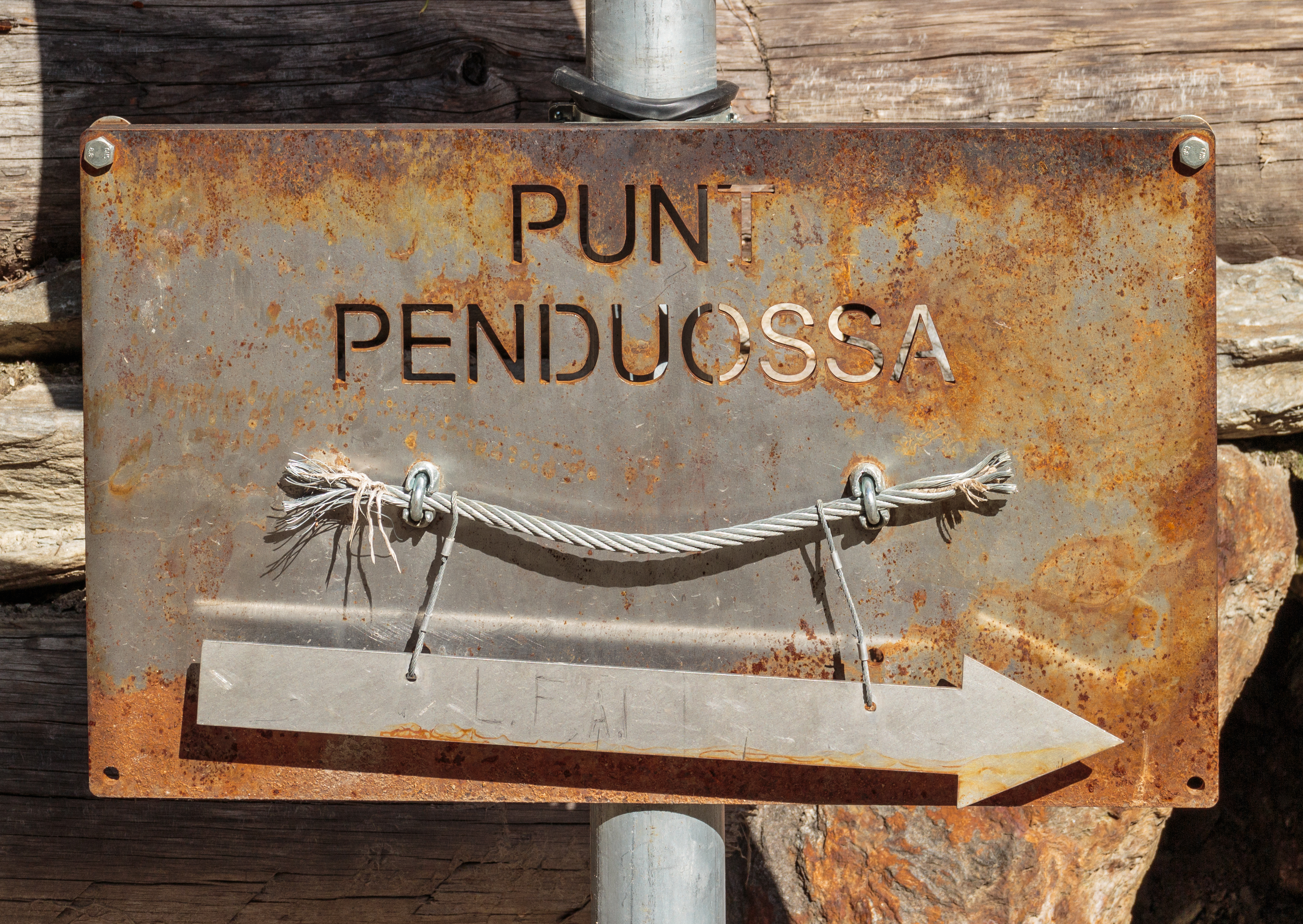
Richting naar de hangbrug.